# American Honey
American Honey è un singolo del gruppo musicale statunitense Lady Antebellum, pubblicato l'11 gennaio 2010 come secondo estratto dal secondo album in studio Need You Now.
Il brano è stato scritto da Cary Barlowe, Hillary Lindsey and Shane Stevens.
Il singolo ha raggiunto la posizione numero 1 della Billboard Hot Country.
La canzone è stata inclusa anche nella compilation Now That's What I Call Music! 34.

## Classifiche
| Classifica (2010)   | Posizione massima |
| ------------------- | ----------------- |
| Canada              | 50                |
| Stati Uniti         | 25                |
| Stati Uniti Country | 1                 |